# Paratheuma shirahamaensis
Paratheuma shirahamaensis is een spinnensoort in de taxonomische indeling van de Desidae.
Het dier behoort tot het geslacht Paratheuma. De wetenschappelijke naam van de soort werd voor het eerst geldig gepubliceerd in 1960 door Oi.